# الدوري الإستوني الدرجة الثالثة 2013
الدوري الإستوني الدرجة الثالثة 2013 (بالإستونية: Esiliiga B 2013)‏ هو الموسم 1 من الدوري الإستوني الدرجة الثالثة ‏. أقيم خلال الفترة 3 مارس 2013 وحتى 10 نوفمبر 2013، وأشرف على تنظيمه اتحاد إستونيا لكرة القدم، وكان عدد الأندية المشاركة فيه 10، وفاز فيه Nõmme Kalju FC U21 ‏.